# Frontón Galarreta (Hernani)
El Frontón Galarreta Jai Alai es un frontón largo de pelota vasca en el que habitualmente se juega a la modalidad de Remonte. No obstante al ser un frontón largo también se pueden disputar en el mismo partidos de cesta punta y pala larga. Localizado en la localidad de Hernani, provincia de Guipúzcoa (España). Fue inaugurado el 13 de junio de 1970. Está considerado por los especialistas como "la catedral del remonte" o como "uno de los templos del deporte vasco".
Está gestionado por una empresa privada, Oriamendi 2010, S.L. En el mismo se celebran funciones de remonte profesional todas las semanas, con apuestas (consultar la programación en www.oriamendi2010.com). Galarreta es sede de los más importantes torneos de remonte, entre ellos, el Campeonato individual de Remonte (Torneo Kutxa),o el de Campeonato de parejas de Remonte (Torneo Azysa). También se desarrollan en el mismo algunos programas deportivos municipales y, en determinadas fechas, actividades culturales.

## Sede de torneos
Además de haber albergado las últimas 25 finales del Campeonato individual de remonte, es escenario habitual de diversos torneos a lo largo de la temporada, como el Máster Pacharán Baines, o el Máster Magna Individua.  El remonte vuelve a ilusionar con la disputa del I Campeonato de Guipúzcoa] o el Master Pacharán Baines, torneos que llevan la modalidad también a frontones cortos de 36 metros, más prolíficos en la geografía vasca y navarra. Asimismo, es sede del Club Galarreta Jai Alai, disputándose infinidad de partidos de esta especialidad a lo largo de toda la temporada.
El remonte se adentra en el siglo XXI con energías renovadas. La lección está aprendida tras un pasado que ha combinado épocas esplendorosas con otras de receso a lo largo de sus más de cien años de historia, desde el primer remontazo descrito por Juanito Moya en el frontón Juego Nuevo pamplonés, allá por 1904, hasta los actos del centenario celebrado en 2004.
Después de todo lo vivido, el presente y el futuro se presentan llenos de retos, con la ilusión de reimpulsar este deporte tan arraigado en la realidad cultural de las tierras que lo vieron nacer y crecer, Navarra y Guipúzcoa. El remonte, que surgió en su día por una apuesta rompedora como fue el paso del guante a la cesta -o xistera-, traza ahora un giro más, una apuesta especial para integrarse de pleno en la sociedad a través de varias acciones necesarias e ilusionantes. Para conseguirlo, es fiel al espíritu de sus inicios: la innovación.
El nuevo remonte nace desde abajo, desde el juego de los niños en las escuelas que ya están en funcionamiento, o que lo estarán en breve. A las canteras ya existentes en Hernani, Pamplona y Doneztebe, se les unen ahora las de localidades como Tafalla, Elizondo, Bera de Bidasoa, Burlada y Tolosa; unas escuelas puestas en marcha gracias a la gran labor por la modalidad llevada a cabo por la recién creada Fundación Remonte Euskal Jai Berri, que cuenta con el apoyo incondicional de las empresas de remonte profesional, Euskal Jai S.A. y Galarreta S.L.
Unido directamente a la idea de las escuelas, el nuevo remonte hace un esfuerzo por darse a conocer y llegar a un mayor número de aficionados. Sale así de sus dos santuarios clásicos, los frontones Galarreta y Euskal Jai, para recorrer buena parte de la geografía pelotazale. La modalidad da un salto técnico para ello, con cambios tanto en el material, en las pelotas, como la propia técnica sobre la cancha, con el objetivo de poder acudir a frontones más numerosos, pero de dimensiones más reducidas: es el tránsito del frontón largo (54 metros) al corto (36).
En suma, el nuevo remonte alimenta una idea que trasciende la deportiva y que entronca con la cultura vasca y navarra: el remonte es, posiblemente, la única modalidad deportiva con una genuina denominación de origen navarra, lo cual genera un compromiso mutuo. En ese sentido, la moción en el Parlamento navarro para apoyar el remonte, que hizo posible el surgimiento de la Fundación Remonte Euskal Jai Berri, así como el posterior acuerdo de patrocinio a través de Reyno de Navarra, suponen la confirmación del compromiso institucional con este deporte.
El nuevo remonte, a través de acciones como la nueva imagen corporativa, la indumentaria del pelotari, el logotipo o la página web, además de otra serie de proyectos enfocados a entrar de lleno en la sociedad, realiza en conjunto una apuesta decidida por hacer más atractivo este bello deporte tan original y tan nuestro.